# Lucio Aurelio Cota (cónsul 144 a. C.)
Lucio Aurelio Cota  fue un magistrado romano, tribuno de la plebe en el año 154 a. C. y debido al carácter inviolable de esta magistratura rehusó pagar a sus acreedores. Sus colegas tuvieron que declarar que solo le apoyarían en sus reclamaciones si pagaba a sus acreedores.

## Biografía
En 144 a. C. fue cónsul junto con Servio Sulpicio Galba al que disputó en el Senado el mando de la guerra contra el luso Viriato; finalmente Escipión Emiliano propuso un decreto por el cual ninguno de los dos dirigiría la guerra y se prorrogaba el mando del procónsul Quinto Fabio Máximo Emiliano, decreto que fue finalmente aprobado.
Posteriormente Cota fue acusado por Escipión Emiliano por actos de injusticia y aunque parece que era culpable, fue absuelto debido a que los jueces quisieron evitar la apariencia de que era condenado por la influencia de su acusador; fue defendido por Quinto Cecilio Metelo Macedónico.
Cicerón afirma que Cota fue considerado un veterator, es decir, un hombre hábil en el manejo de sus propios asuntos.